# 索科特拉省

索科特拉省下辖行政区界线图

索科特拉省（阿拉伯语：‎，羅馬化：ʾArḫabīl Suquṭrā），是也门的一个省，管辖索科特拉群岛。

## 历史
从英国早期殖民开始，索科特拉就成为了迈赫拉苏丹国的一部分，后来成为亚丁保护国的一部分。1967年随南也门一同独立，虽然距离很远，但是依然由亚丁省管辖。2004年划归哈德拉毛省管辖。2013年12月，索科特拉省成立，首府位于哈迪布。
2018年5月3日, 因於也門內戰以致其政局不穩, 阿聯酋軍隊曾佔領該島, 並控制了島上機場和哈迪布。
2018年4月30日，作为也门内战的一部分，阿拉伯联合酋长国部署了军队，并控制了索科特拉机场和海港。 2018年5月14日，沙特军队也部署在该岛，阿拉伯联合酋长国和也门之间促成了一项联合军事训练演习和将索科特拉机场和海港的行政控制权归还也门的协议。
南方过渡委员会于2020年6月控制了该岛。

## 行政区划
索科特拉省下辖两个区：
- 希达伊布区（索科特拉岛的东半部）
- 古兰西耶和阿卜杜·库里区（索科特拉岛西半部、索科特拉群岛其他岛屿）

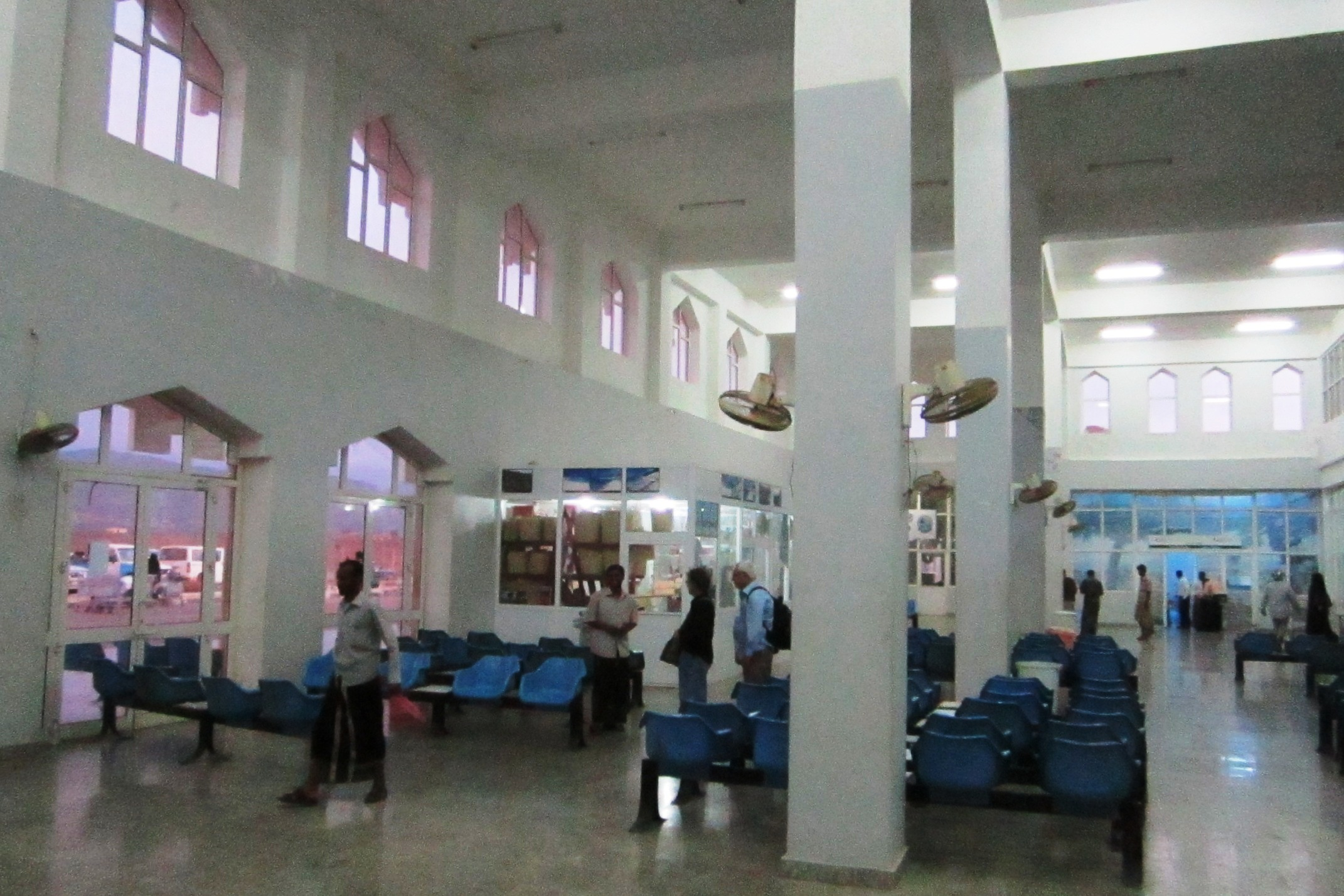
索科特拉機場
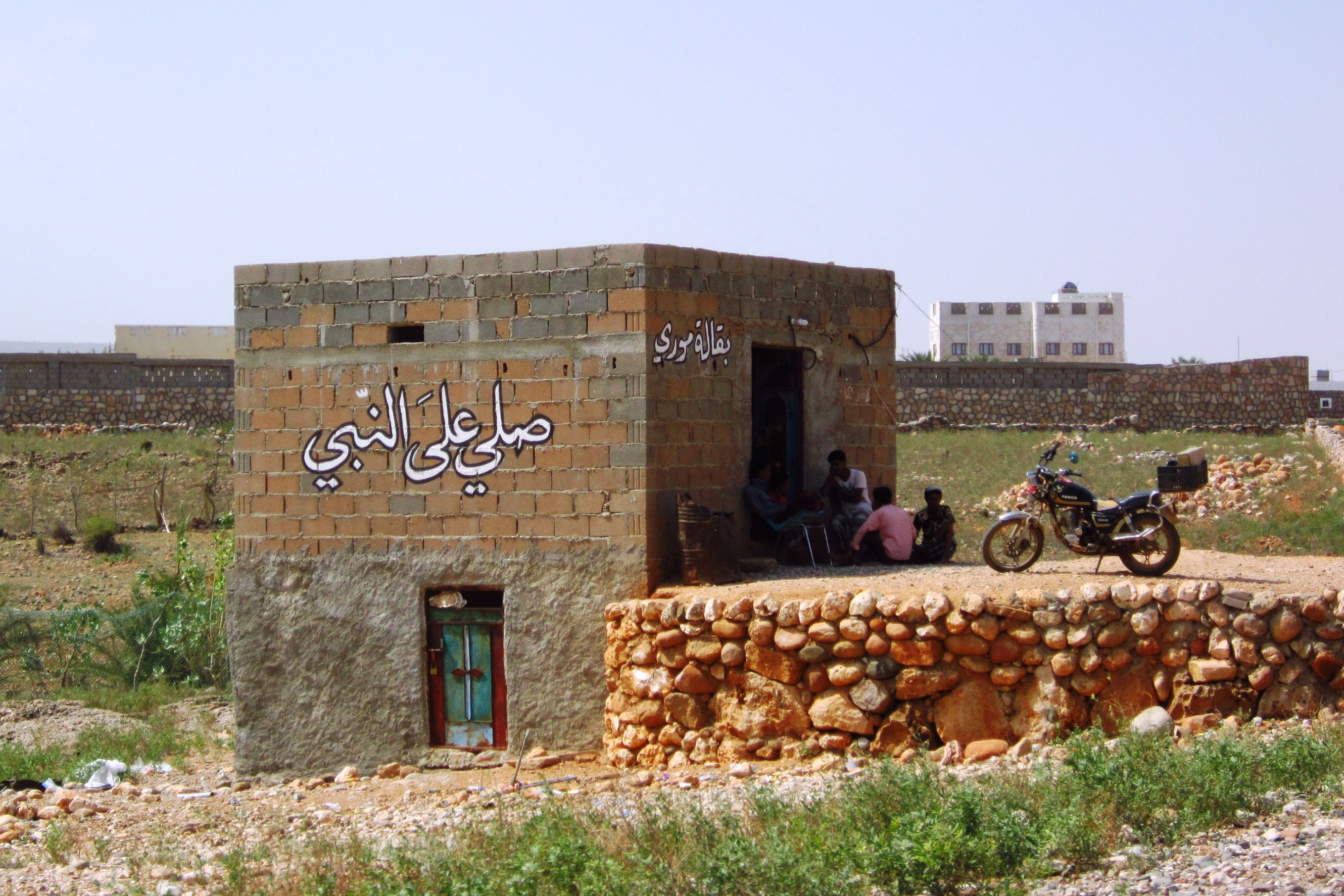
海灘碉堡改裝的小店
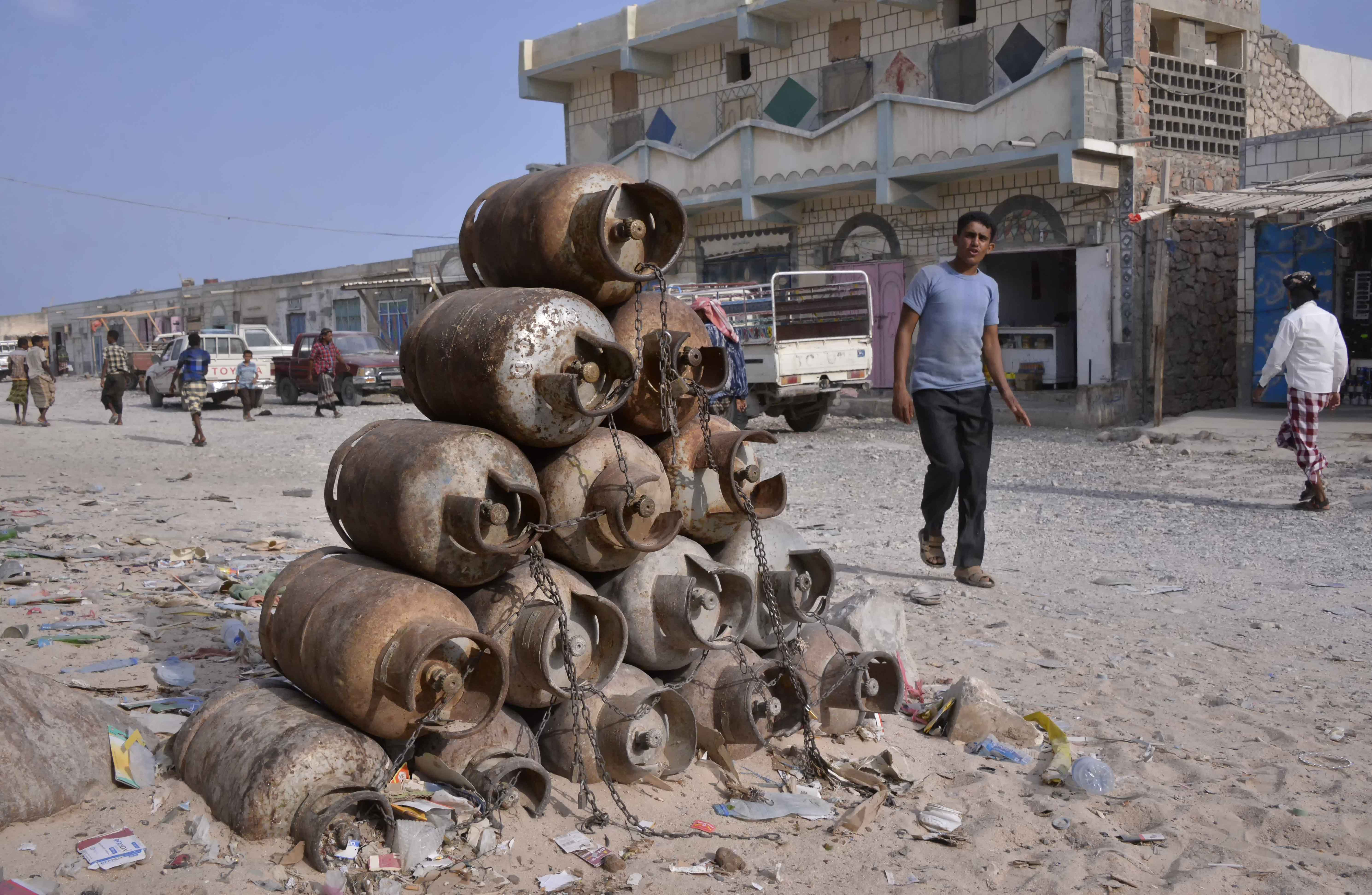
島上的市區瓦斯行
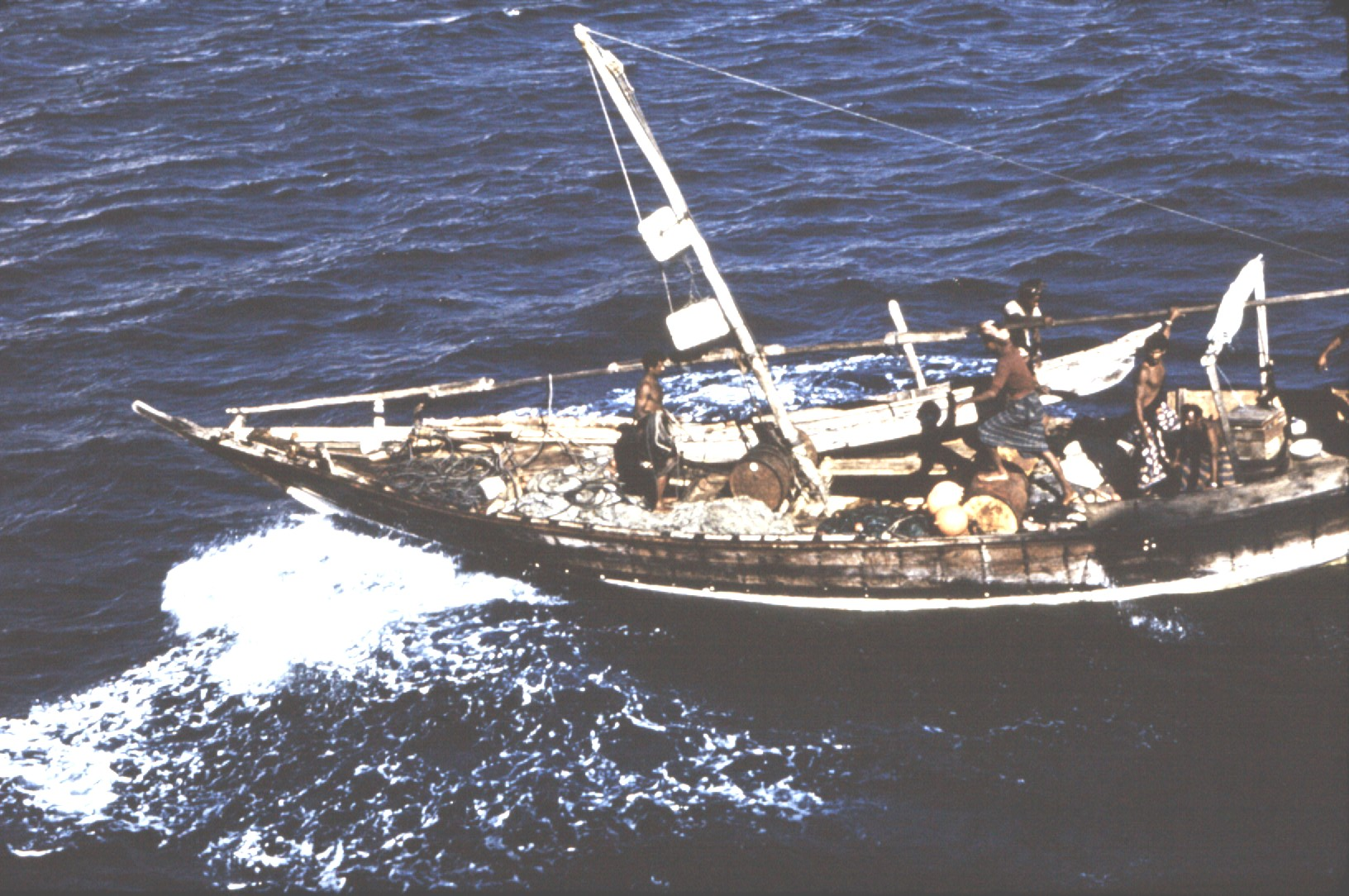
漁民
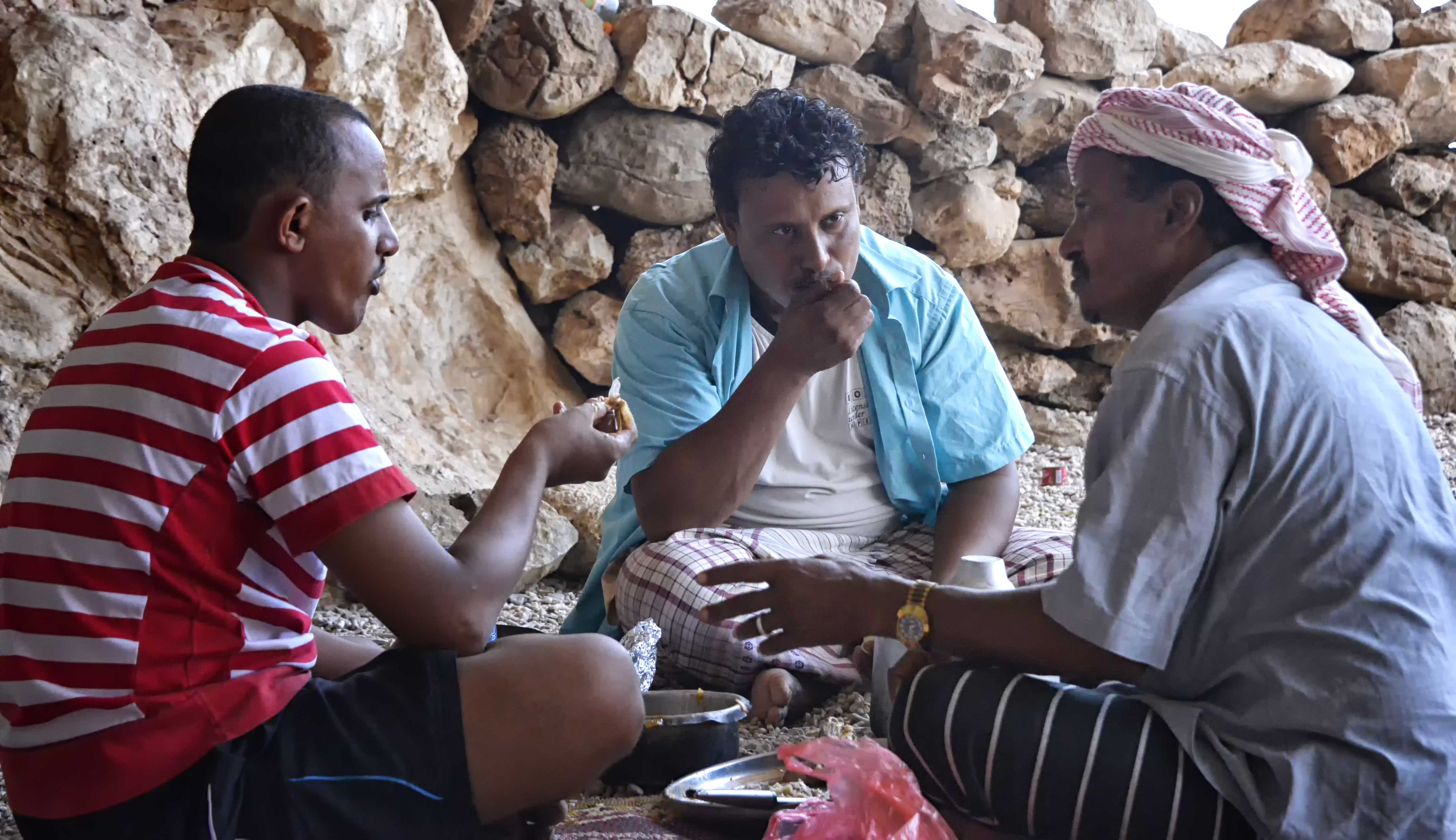
小餐館

## 资料来源
1. ↑  Abulohoom, Ali. . Yemen Times. 2013-10-29  [2015-04-10]. （原始内容存档于2015-04-14）.
2. ↑  Yaseen, Mohammad. . Saba News Agency. 2014-05-14  [2015-04-10]. （原始内容存档于2019-06-11）.
3. ↑  . The Washington Post.   [2018-05-07]. （原始内容存档于2018-05-08）.
4. ↑  . The Washington Post.   [2018-05-07]. （原始内容存档于2018-05-02）.
5. ↑  . Jerusalem Post.   [2020-10-23]. （原始内容存档于2018-07-18）.
6. ↑  . Al Jazeera.   [2020-10-23]. （原始内容存档于2018-05-18）.
7. ↑  . Albawaba News.   [2020-10-23]. （原始内容存档于2018-05-16）.
8. ↑  . Press TV.   [2020-10-23]. （原始内容存档于2020-11-25）.
9. ↑  Mukhashaf, Mohammed; El Yaakoubi, Aziz. Kasolowsky, Raissa , 编. . Reuters. June 21, 2020  [2020-10-23]. （原始内容存档于2021-11-21）. On Saturday, the STC announced it had seized government facilities and military bases on the main island of Socotra, a sparsely populated archipelago which sits at the mouth of the Gulf of Aden on one of the world’s busiest shipping lanes.

12°27′04″N 53°36′43″E / 12.4510°N 53.6120°E